# مبرهنة النمطية
في الرياضيات، مبرهنة النمطية (بالإنجليزية: Modularity theorem)‏ (كانت تسمى فيما قبل حدسية تانياما-شيمورا-فايل وأسماء أخرى)، تنص على أن المنحنيات الإهليلجية عبر حقل الأعداد الجذرية ترتبط بأشكال نمطية.

## النص
تنص المبرهنة على أن أي منحنى إهليلجي معرف على Q يمكن أن يُحصل عليه من خلال تطبيق جذري بمعاملات صحيحة ينطلق من منحنى نمطي كلاسيكي
{\displaystyle X_{0}(N)\ }
بالنسبة لعدد صحيح N ما.
انظر إلى دالة مولدة وإلى متسلسلة فورييه.

## التاريخ
انظر إلى يوتاكا تانياما وإلى غورو شيمورا.
جذبت هده الحدسية الكثير من الاهتمام عندما بين جيرار فراي في عام 1986 أن حدسية تانياما-شيمورا-فايل تعني مبرهنة فيرما الأخيرة.